# Stomopteryx
Stomopteryx är ett släkte av fjärilar som beskrevs av Hermann von Heinemann 1870. Stomopteryx ingår i familjen stävmalar.

## Dottertaxa tillStomopteryx, i alfabetisk ordning[1][2]
- Stomopteryx anxia
- Stomopteryx argodoris
- Stomopteryx basalis
- Stomopteryx bathrarcha
- Stomopteryx biangulata
- Stomopteryx bicolorella
- Stomopteryx bivittella
- Stomopteryx bolschewickiella
- Stomopteryx calligoni
- Stomopteryx circaea
- Stomopteryx cirrhocoma
- Stomopteryx coracina
- Stomopteryx credula
- Stomopteryx delotypa
- Stomopteryx descarpentriesella
- Stomopteryx detersella
- Stomopteryx deverrae
- Stomopteryx difficilis
- Stomopteryx diplodoxa
- Stomopteryx discolorella
- Stomopteryx egenella
- Stomopteryx elachistella
- Stomopteryx elaeocoma
- Stomopteryx embrocha
- Stomopteryx eremopis
- Stomopteryx falkovitshi
- Stomopteryx flavipalpella
- Stomopteryx flavoclavella
- Stomopteryx frivola
- Stomopteryx fulvoguttella
- Stomopteryx gaesata
- Stomopteryx geryella
- Stomopteryx grandidierella
- Stomopteryx griseella
- Stomopteryx hungaricella
- Stomopteryx isoscelixantha
- Stomopteryx kermella
- Stomopteryx lacteolella
- Stomopteryx lineolella
- Stomopteryx luticoma
- Stomopteryx maculatella
- Stomopteryx maledicta
- Stomopteryx maraschella
- Stomopteryx melagonella
- Stomopteryx mongolica
- Stomopteryx multilineatella
- Stomopteryx nigricella
- Stomopteryx nugatricella
- Stomopteryx obliteratella
- Stomopteryx ochrosema
- Stomopteryx officiosa
- Stomopteryx oncodes
- Stomopteryx orthogonella
- Stomopteryx oxychalca
- Stomopteryx palermitella
- Stomopteryx pallidella
- Stomopteryx pallidipes
- Stomopteryx pelomicta
- Stomopteryx phaeopa
- Stomopteryx plurivittella
- Stomopteryx praecipitata
- Stomopteryx prolapsa
- Stomopteryx quadripunctella
- Stomopteryx rastrifera
- Stomopteryx remissella
- Stomopteryx rufobasella
- Stomopteryx schizogynae
- Stomopteryx semicostella
- Stomopteryx simplexee
- Stomopteryx simplicella
- Stomopteryx speciosella
- Stomopteryx sphenodoxa
- Stomopteryx splendens
- Stomopteryx submissella
- Stomopteryx symplegadopa
- Stomopteryx tenuisignella
- Stomopteryx tesserapunctella
- Stomopteryx thoracica
- Stomopteryx trachyphylla
- Stomopteryx unipunctella
- Stomopteryx vetustella
- Stomopteryx wollastoni
- Stomopteryx xanthobasalis
- Stomopteryx xerochroa
- Stomopteryx yunusemrei
- Stomopteryx zanoni